# Physocyclus platnicki
Espèce
Physocyclus platnicki est une espèce d'araignées aranéomorphes de la famille des Pholcidae.

## Distribution
Cette espèce est endémique du Sinaloa au Mexique,.

## Description
Le mâle holotype mesure 3,4 mm et la femelle 3,4 mm.

## Étymologie
Cette espèce est nommée en l'honneur de Norman I. Platnick.

## Publication originale
- Valdez-Mondragón, 2010 : Revisión taxonómica de Physocyclus Simon, 1893 (Araneae: Pholcidae), con la descripción de especies nuevas de México. Revista Ibérica de Aracnología, vol. 18, p. 3-80 (texte intégral).